# Elle et lui (film, 1991)
Pour les articles homonymes, voir Elle et lui.
Ne doit pas être confondu avec He Said She Said.
Pour plus de détails, voir Fiche technique et Distribution.
Elle et lui (He Said, She Said) est un film américain réalisé par Ken Kwapis et Marisa Silver sorti en 1991.

## Synopsis
Les journalistes Dan Hanson et Lorie Bryer du journal Baltimore se disputent la rédaction d'une rubrique. Ils y donnent chacun un point de vue opposé. Un jour, un producteur de télévision les remarque et les invite à animer leur propre émission où ils feront valoir leur avis sur des sujets variés. Les deux journalistes s'apprécient peu à peu et tombent finalement amoureux. Mais trois ans après, une dispute éclate entre eux. Le film relate chacune des versions des évènements vécus par les deux protagonistes.

## Fiche technique
- Titre original : He Said, She Said
- Titre français : He said, she said - l'amour en stéréo (Elle et lui)
- Réalisation : Ken Kwapis, Marisa Silver
- Scénario : Brian Hohlfeld (en)
- Genre : Comédie dramatique
- Durée : 115 minutes

## Distribution
- Kevin Bacon (VF : Jean-Philippe Puymartin) : Dan Hanson
- Elizabeth Perkins (VF : Marion Game) : Lorie Bryer
- Nathan Lane : Wally Thurman
- Anthony LaPaglia : Mark
- Sharon Stone (VF : Martine Irzenski) : Linda Metzger
- Stanley Anderson : Bill Weller
- Charlayne Woodard : Cindy
- Danton Stone (en) : Eric
- Phil Leeds : M. Spepk
- Rita Karin (en) : Mme Spepk
- Paul Butler : Al
- Erika Alexander : Rita, la fille de Al
- Ashley Gardner : Susan
- Michael Harris : Adam
- Damien Leake : Ray, le directeur technique
- George Martin : M. Bryer

## Accueil
L'accueil du film est mitigé,